# Ланцюги Маркова з неперервним часом
У теорії ймовірностей ланцюгом Маркова з неперервним часом називається випадковий процес { X(t) : t ≥ 0 } визначений у неперервному часовому проміжку, що приймає значення у деякій скінченній чи зліченній множині і задовольняє властивість Маркова. Відмінність цього виду ланцюгів Маркова від дискретних ланцюгів Маркова полягає в тому, що переходи між станами можуть відбуватися в будь-які моменти часу і час наступного переходу теж є випадковою величиною.

## Формальне означення
Випадковий процес {\displaystyle \{X_{t}\}_{t\geqslant 0}}, що приймає значення в деякій скінченній чи зліченній множині називається ланцюгом Маркова (з неперервним часом), якщо
{\displaystyle \mathbb {P} (X_{t+h}=x_{t+h}\mid X_{s}=x_{s},\;0<s\leqslant t)=\mathbb {P} (X_{t+h}=x_{t+h}\mid X_{t}=x_{t})}.
Ланцюг Маркова  з неперервним часом називається однорідним якщо:
{\displaystyle \mathbb {P} (X_{t+h}=x_{t+h}\mid X_{t}=x_{t})=\mathbb {P} (X_{h}=x_{h}\mid X_{0}=x_{0})}.

### Матриця перехідних функцій і рівняння Колмогорова — Чепмена
Як і у дискретному випадку Ланцюги Маркова з неперервним часом повністю визначаються заданням початкового розподілу
{\displaystyle \mathbf {p} =(p_{1},p_{2},\ldots )^{\top },\;p_{i}=\mathbb {P} (X_{0}=i),\quad i=1,2,\ldots }
іматрицею перехідних функцій (перехідних ймовірностей)
{\displaystyle \mathbf {P} (h)=(P_{ij}(h))=\mathbb {P} (X_{h}=j\mid X_{0}=i)}.
Матриця перехідних ймовірностей задовільняє рівнянню Колмогорова — Чепмена: {\displaystyle \mathbf {P} (t+s)=\mathbf {P} (t)\mathbf {P} (s)} або
{\displaystyle P_{ij}(t+s)=\sum _{k}P_{ik}(t)P_{kj}(s)}.

### Матриця інтенсивностей
За визначенням , матриця інтенсивностей {\displaystyle \mathbf {Q} =\lim _{h\to 0}{\frac {\mathbf {P} (h)-\mathbf {I} }{h}}}
чи еквівалентно:
{\displaystyle \mathbf {Q} =(q_{ij})=\left({\frac {dP_{ij}(h)}{dh}}\right)_{h=0}}.
Із рівняння Колмогорова-Чепмена випливають:
- Пряме рівняння Колмогорова
{\displaystyle {\frac {d\mathbf {P} (t)}{dt}}=\mathbf {P} (t)\mathbf {Q} ,}
- Обернене рівняння Колмогорова
{\displaystyle {\frac {d\mathbf {P} (t)}{dt}}=\mathbf {Q} \mathbf {P} (t).}

Для обох рівнянь початковим наближенням є {\displaystyle \mathbf {P} (0)=\mathbf {I} }. Відповідний розв'язок рівний: {\displaystyle \mathbf {P} (t)=\exp(\mathbf {Q} t).}